# Argentina Open 2015
L'Argentina Open 2015 è stato un torneo di tennis giocato sulla terra rossa nella categoria ATP World Tour 250 series nell'ambito dell'ATP World Tour 2015. È stata la 76ª edizione del torneo precedentemente conosciuto come Copa Telmex. Si è giocato a Buenos Aires in Argentina, dal 23 febbraio al 1º marzo 2015.

## Partecipanti

### Teste di serie
| Nazionalita | Giocatore           | Ranking* | Testa di serie |
| ----------- | ------------------- | -------- | -------------- |
| Spagna      | Rafael Nadal        | 3        | 1              |
| Spagna      | Tommy Robredo       | 18       | 2              |
| Uruguay     | Pablo Cuevas        | 23       | 3              |
| Italia      | Fabio Fognini       | 28       | 4              |
| Argentina   | Leonardo Mayer      | 30       | 5              |
| Rep. Ceca   | Jiří Veselý         | 44       | 6              |
| Spagna      | Pablo Andújar       | 50       | 7              |
| Spagna      | Pablo Carreño Busta | 55       | 8              |

* Ranking al 16 febbraio 2015.

### Altri partecipanti
I seguenti giocatori hanno ricevuto una wild-card per il tabellone principale:
- Guido Andreozzi
- Renzo Olivo
- Horacio Zeballos

I seguenti giocatori sono entrati nel tabellone principale passando dalle qualificazioni:

- Facundo Argüello
- Facundo Bagnis
- Marco Cecchinato
- Andrés Molteni

## Campioni

### Singolare
Rafael Nadal ha sconfitto in finale  Juan Mónaco per 6-4, 6-1.
- È il sessantacinquesimo titolo in carriera per Nadal, il primo del 2015.

### Doppio
Jarkko Nieminen /  André Sá hanno sconfitto in finale  Pablo Andújar /  Oliver Marach, 4-6, 6–4, [10–7].